# Analyse de contenu
L’analyse de contenu est une des méthodologies qualitatives utilisées dans les sciences sociales et humaines. On retrouve par exemple des approches en analyse de contenu en sociologie, en communication, en linguistique, en psychologie.

## Introduction
Une analyse de contenu consiste en un examen systématique et méthodique de documents textuels ou visuels. Dans une analyse de contenu le chercheur tente de minimiser les éventuels biais cognitifs et culturels en s’assurant de l’objectivité de sa recherche. L’analyse de contenu est particulièrement utilisée en sciences sociales et humaines depuis les années 1950. Elle est, à tort, souvent associée à une méthode propre aux sciences sociales nord-américaines. Mais de nombreux théoriciens et chercheurs européens ont contribué au développement des différentes approches d’analyse de contenu. 

## Étapes

### Sélection analysée
Une analyse de contenu nécessite une sélection de documents textuels, visuels ou sonores. Cette sélection est généralement effectuée en accord avec une question de recherche déterminée au préalable ou, dans une approche inductive, en cherchant à questionner un objet dont on a une idée générale préalable.

### Lecture
Ensuite, l’analyse de contenu procède à une lecture des documents. Cette lecture peut s’effectuer par ordinateur ou non. 

### Classification
Durant la lecture et les relectures subséquentes, le chercheur procède à la classification de ses documents. Il crée des catégories ou attribue des codes aux documents qui vont lui permettre de les différencier éventuellement entre eux. Ces catégories ou codes peuvent être liées au contenu du document (par exemple: champs sémantiques) ou au contexte de sa production (par exemple: source, date, sexe).

### Interprétation
L’étape d’interprétation a généralement lieu durant les étapes de lecture et de classification.

## Analyse de contenu appliquée aux textes et aux discours
L’analyse de contenu est en essence proche de ce que l'on apprend à faire en cours de français : comprendre un texte, en faire la synthèse, en extraire les idées... pour cela, on peut construire un tableau au fur et à mesure de la lecture, fabriquer seul ou en groupe une carte conceptuelle.
L’analyse de contenu appliquée aux textes et aux discours se fait également avec l'aide de logiciels (Hyperbase, Lexico, TXM) et tente de saisir la dimension contextuelle des textes analysés. Une analyse de contenu fait habituellement ressortir les déterminants sociaux des textes analysés. Pour ce type d’analyse, la réalité du discours existe en dehors du texte lui-même. Ainsi, l’analyse de contenu traditionnelle a tendance à minimiser l’importance de la linguistique. Cependant, la différence entre une analyse de discours, qui accorde une importance à la linguistique des textes, et une analyse de contenu tend à disparaître. Cette analyse de contenu soucieuse du texte pourra être appelée textométrie. Cette analyse de contenu soucieuse du discours pourra être appelée logométrie.

## Analyse de contenu appliquée à l’étude des représentations sociales
Selon Moliner, Rateau et Cohen-Scali (2002) l’analyse de contenu est la technique la plus appropriée pour identifier les opinions, les croyances, les prises de position et les points de vue véhiculés par les discours. De fait, l’analyse de contenu apparaît particulièrement adaptée à l’étude des représentations sociales. Selon ces auteurs, ce travail d’analyse paraît indispensable parce qu’il permet de dépasser la variabilité du discours individuel et donne accès à des significations communes qui sont le fondement même de toute représentation sociale. Plusieurs chercheurs ont essayé de définir cette technique. Bardin en 1977 propose la définition suivante « l’analyse de contenu est un ensemble d’instruments méthodologiques de plus en plus raffinés et en constante amélioration s’appliquant à des discours (contenu et contenant) extrêmement diversifiés. Le facteur commun de ces techniques multiples et multipliées (…) est une herméneutique contrôlée fondée sur la déduction et l’inférence. En tant qu’effort d’interprétation, l’analyse de contenu se balance entre les deux pôles de la rigueur de l’objectivité et de la fécondité de la subjectivité » ( Bardin, 1977, p9).
Selon Ghiglione et Beauvois (1980) « L’analyse de contenu n’est pas une pratique théorique et technique fermée sur elle-même, il s’agit d’un outil qui permet d’apporter des éléments de réponse aux problèmes qui ont suscité sa mise en œuvre et qui répond à des objectifs d’étude bien déterminés ». Pour A.Muchielli, l’analyse de contenu correspond à « un terme générique désignant l’ensemble des méthodes d’analyse de documents, le plus souvent textuel, permettant d’expliciter le ou les sens qui sont contenues et/ou le ou les manières dont ils parviennent à faire effet de sens » (Muchielli 1996, p. 36).
Pour limiter la tendance à la subjectivité du chercheur face à un corpus de données textuelles, l’analyse de contenu se doit d’être réalisée à partir de techniques précises (organisation du corpus, codage, découpage, interprétation) qui permettent d’améliorer l’objectivité, la systématisation et la généralisation des résultats. Aussi les discours recueillis à la suite des entretiens sont  intégralement retranscrits puis traités par analyse de contenu thématique pour mettre en évidence l’ensemble des caractéristiques communes du discours des sujets interrogés.

## Analyse de contenus numériques
Dans le périmètre de la gestion de contenu liée aux documents numériques, l'analyse de contenu  (en anglais Content analytics ou Content analysis) permet de passer de la gestion à la valorisation des contenus. Avant de pouvoir analyser les contenus numériques, il faut en faire l’acquisition et collecter les informations où elles se trouvent. Il faut extraire de cette masse d’information souvent non structurée, une forme compréhensible et intelligible d’information. L’analyse syntaxique, sémantique et morphologique des contenus et la réconciliation est alors possible en prenant en compte l’identification des exceptions. Le résultat de ce travail ne serait pas audible sans la mise en œuvre de systèmes de représentation qui permettent une navigation progressive et multidimensionnelle dans la connaissance extraite. Les solutions d'analyse de contenus numériques proposent cette valorisation.  

### Analyse de contenu appliquée aux documents
L’analyse de contenu appliquée aux documents (vidéos et images) tente également de saisir la dimension contextuelle des documents analysés. Une approche qui chercherait à analyser le contenu des documents en fonction de leurs référents symboliques est généralement associée à la sémiologie. Cependant, cette différence tend également à disparaître.

### Logiciels d’analyse de contenu
- ATLAS.ti (propriétaire)
- EverSuite Content Analytics
- IBM Watson Content Analytics
- QDA Miner (propriétaire)
- MAXQDA (propriétaire)
- NVivo (propriétaire)
- Le Sphinx iQ Quali (propriétaire)
- TXM (libre)
- Weft QDA (libre)
- Iramuteq (libre)